# Hospital de AHEPA
Hospital De la Universidad de AHEPA (en griego: Πανεπιστημιακό Νοσοκομείον ΑΧΕΠΑ), también conocido como hospital de AHEPA, es uno de los hospitales más grandes del norte de Grecia, famoso en el conjunto de Grecia y basado en Tesalónica. Asociado de cerca a la Universidad de Aristotle de Thessaloniki, AHEPA está situado dentro del área extendida de la universidad. Es un hospital y una parte de enseñanza importantes del ESY, el Sistema Nacional de Salud de Grecia.
El hospital de la universidad de AHEPA fue fundado en 1947 con la ayuda econσmica del AHEPANS; una organizaciσn griega de los Estados Unidos de América.